# Wzgórze Panieńskie (Gniezno)

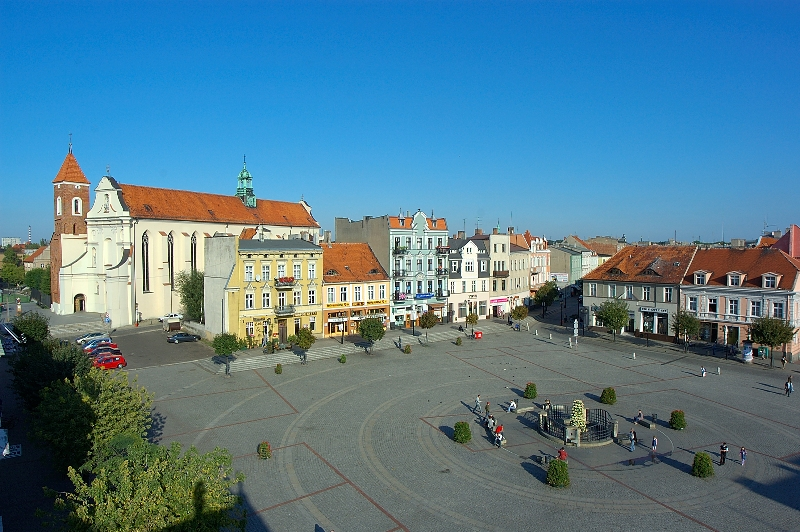
Rynek w Gnieźnie

Wzgórze Panieńskie – drugie (obok Wzgórza Lecha) najwcześniej objęte osadnictwem wzgórze (wysokość ok. 120–123 m n.p.m.) gnieźnieńskie, jedno z siedmiu wzgórz, na których według podania założono miasto; obecnie Rynek. Na terenie wzgórza odkryto pozostałości pochodzącej z VIII wieku osady, której mieszkańcy zajmowali się głównie rzemiosłem i handlem. Na tych terenach ślady osadnictwa sięgają jednak znacznie dalej, bo nawet okresu wpływów rzymskich i wędrówek ludów (od pocz. n.e. do ok. 570 r.). Nazwa wzniesienia najprawdopodobniej związana jest z położonym dawniej na wzgórzu klasztorem klarysek.